# Єнні Лінд
Єнні Лінд (швед. Jenny Lind, справжнє ім'я Йоганна Марія Лінд, швед. Johanna Maria Lind; 6 жовтня 1820, Стокгольм — 2 листопада 1887, Малверн) — шведська оперна співачка (сопрано), яку називали «шведським солов'єм». Одна з найвідоміших і шанованих оперних співачок XIX століття, виступала в оперних театрах Швеції та інших країн Європи, а в 1850-х роках здійснила надзвичайно популярне концертне турне по Америці. 1840 року стала членом Королівської шведської академії музики.
Лінд прославилася після її виступу в опері «Чарівний стрілець» 1838 року. Через кілька років вона стала втрачати голос, але вчителю співу Мануелю Ґарсія вдалося його врятувати. Вона користувалася величезною популярністю як оперна співачка в Швеції і Північній Європі в 1840-х роках і була тісно пов'язана з Феліксом Мендельсоном. Після двох оперних сезонів в Лондоні вона оголосила про завершення кар'єри на оперній сцені у віці 29 років.
1850 року Лінд вирушила до Америки на запрошення шоумена Фінеаса Тейлора Барнума. Вона дала 93 великомасштабних концертів для нього, а потім продовжила турне вже під власним керівництвом. Енні Лінд заробила понад 350 000 доларів на цих концертах, а потім пожертвувала ці кошти на благодійні цілі, переважно як дар школам Швеції.
Зі своїм новим чоловіком Отто Гольдшмідтом вона повернулася до Європи у 1852 році, де вона народила трьох дітей. З 1855 року жила в Англії, де періодично давала концерти. З 1882 року вона протягом кількох років була професором співу в Королівському коледжі музики в Лондоні.

## Життя та кар'єра

### Дитинство та юність
Єнні Лінд, яка народилася 6 жовтня 1820 року в районі Клара в центрі Стокгольма, була незаконнонародженою дочкою бухгалтера Нікласа Джонаса Лінда (1798—1858) і шкільної вчительки Енн-Марі Фелборг (1793—1856). Хоча мати розлучилася зі своїм першим чоловіком через його зради, але з релігійних міркувань тільки після його смерті 1834 року вдруге офіційно вийшла заміж. Коли батьки одружилися, Єнні було вже 14 років.
Коли Лінд було близько 9 років, її спів почула покоївка мадемуазель Лундберг, головної балерини Королівської шведської опери. Покоївка, уражена екстраординарним голосом Лінд, прийшла на наступний день з Лундберг, яка влаштувала прослуховування і допомогла дівчинці вступити в акторську школу Королівського драматичного театру, де вона стала вчитися у Карла Магнуса Краелюса.
Лінд почала співати на сцені, коли їй було 10 років. У неї були проблеми з голосом у віці 12 років, і їй довелося залишити спів на якийсь час. Її першою великою роллю була Агата в опері Карла фон Вебера «Чарівний стрілець», партію якої Лінд виконала в Королівській шведській опері 1838 року. У 20 років вона стала членом Королівської шведської академії музики і придворною співачкою короля Швеції і Норвегії. Її голос серйозно постраждав від надмірного навантаження і непрофесійної техніки співу, але голос і кар'єра були врятовані Мануелем Гарсією, з яким вона займалася співом у Парижі з 1841 по 1843 рік. Гарсія наполіг на тому, що Лінд повністю припинила спів, і це дозволило відновитися її голосовим зв'язкам, після цього він став вчити її безпечній техніці вокалу.
Після того, як Лінд провчилася у Гарсії рік, композитор Джакомо Меєрбер, ранній і вірний шанувальник її таланту, організував прослуховування в Паризькій опері, але її не взяли. Біограф Френсіс Роджерс робить висновок, що Лінд була цим дуже обурена: коли вона стала міжнародною зіркою, то завжди відмовлялася від запрошень співати в Паризькій опері.
Значно піднявши свій професійний рівень після занять з Гарсія, Лінд повернувся в Королівську шведську оперу. 1843 року вона гастролювала в Данії, де познайомилася з Гансом Крістіаном Андерсеном, який закохався в неї. Хоча вони стали хорошими друзями, вона не відповіла на його романтичні почуття. Вважається, що вона надихнула його на три казки: «Під стовпом», «Ангел» і «Соловей». Андерсон писав: «Жодна книга або особистість не надали на мене, як поета, більш значного впливу, ніж Єнні Лінд. Для мене вона відкрила святилище мистецтва». Біограф Керол Розен вважає, що після того, як Лінд відмовила Андерсену, він зобразив її як Снігову Королеву з крижаним серцем.

### Успіх у Німеччині та Великій Британії

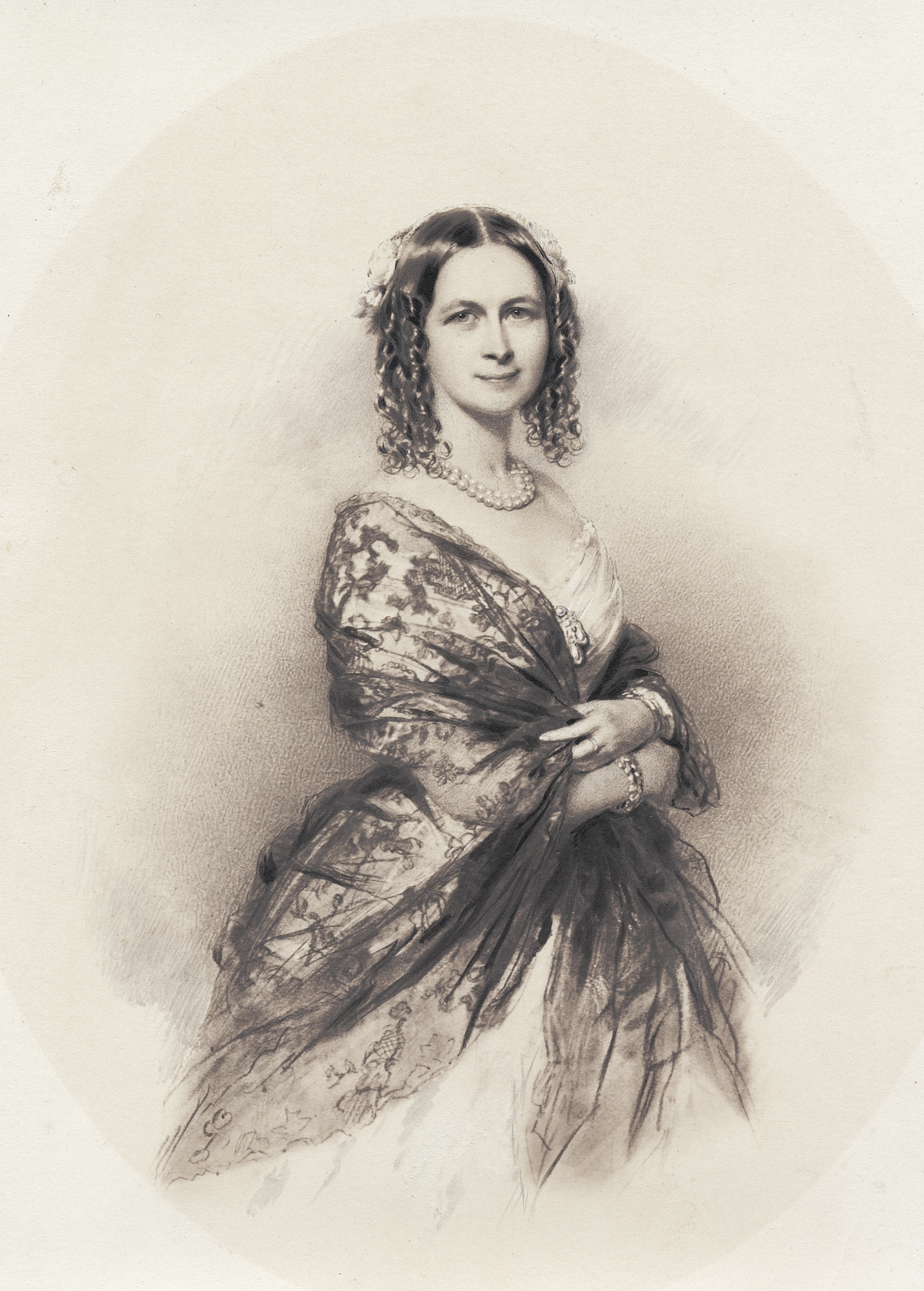
Лінд у 1840-і

Завдяки Меєрберу Лінд у грудні 1844 року виконала головну роль в опері «Норма» Белліні в Берлінському оперному театрі. Після цього вона отримала багато пропозицій від оперних театрів по всій Німеччині та Австрії, але її успіх в Берліні був настільки великий, що тільки через чотири місяці вона змогла виїхати з міста. Серед її шанувальників були Роберт Шуман, Гектор Берліоз і, що найголовніше, Фелікс Мендельсон.
Ігнац Мошелес писав: «Дженні Лінд мене зачарувала … її пісня з концерту для двох флейт — це, мабуть, самий неймовірний подвиг в дусі бравурного співу, який тільки можна почути». Ця арія зі зингшпілю «Польовий табір в Сілезії» Меєрбера була написана спеціально для Енні Лінд (хоча першою виконавицею була не вона) і саме ця арія найбільш тісно пов'язана з Лінд, її постійно просили виконати під час концертів. Оперний репертуар Єнні Лінд складався з титульних ролей в «Лючії ді Ламмермур», Марії ді Рохан, Нормі, Сомнамбулі і Весталці, а також ролей Сюзанни в «Весіллі Фігаро», Адіни в Любовному напії і Аліси в "Роберті-Дияволі. Приблизно в той же час вона стала відома як «шведський соловей».
У грудні 1845 року, на наступний день після свого дебюту в лейпцизькому Гевандгаусі, де вона співала в супроводі оркестру під керуванням Мендельсона, вона заспівала без гонорару на благодійному концерті для допомоги Фонду вдів оркестру. Її чуйність і щедрість в благодійних справах залишалася ключовим аспектом її кар'єри і значно підвищила її міжнародну популярність навіть у немузичних колах.
У Королівській шведській опері Лінд дружила з тенором Юліусом Гюнтером. Вони співали разом як в опері, так і на концертній сцені, і до 1844 року вони стали романтично пов'язаними. Однак графік виступів розділив їх, тому що Гюнтер залишився в Стокгольмі, а потім, у 1846—1847 роках, став учнем Гарсії в Парижі. Після повернення до Швеції, згідно мемуарів Лінд 1891 року, вони заручилися навесні 1848 року, незадовго до того, як Лінд повернулася до Англії, але в жовтні того ж року розірвали заручини.
Після успішного сезону у Відні, де її оточували шанувальники і вшановувала імператорська сім'я, Лінд вирушила в Лондон і дала свій перший виступ там 4 травня 1847 року, коли з'явилася в італійській версії опери Джакомо Меєрбера «Роберт-диявол». На її дебюті була присутня королева Великої Британії Вікторія.
У липні 1847 року Єнні Лінд співала в світовій прем'єрі опери Джузеппе Верді «Розбійники» в Театрі Її Величності під керуванням композитора. Протягом двох років виступів на оперній сцені в Лондоні Лінд з'явилася в більшості стандартних оперних репертуарів. На початку 1849 року, ще до свого тридцятиріччя, Лінд оголосила про завершення оперної кар'єри. Її останній виступ на оперній сцені відбувся 10 травня 1849 року в «Роберті-дияволі» в присутності королеви Вікторії та інших членів королівської сім'ї. Біограф Лінд Френсіс Роджерс писав: «Причини її дострокового виходу на пенсію обговорювалися майже століття, але і сьогодні залишаються загадкою. Було висунуто безліч можливих пояснень, але жодне з них не було підтверджено».

## Лінд і Мендельсон
У Лондоні продовжилася тісна дружба Лінд з Мендельсоном. Було висловлено припущення, що їхні стосунки були чимось більшим, ніж просто дружба. Документи, що підтверджують це, імовірно існують, але їх зміст не був оприлюднений. Однак 2013 року Джордж Біддлкомб підтвердив в Журналі Королівської музичної асоціації, що «Комітет стипендіального фонду Мендельсона має у розпорядженні матеріал, який вказує, що Мендельсон писав пристрасні любовні листи Дженні Лінд, благаючи її стати його коханкою і для чинення тиску на неї погрожував самогубством, і що ці листи були виявлені після її смерті і знищені».
Мендельсон був присутній на лондонському дебюті Лінд у «Роберте-дияволе», а його друг, критик Генрі Чорлі, який був з ним, писав: ": «Я бачу посмішку, з якою Мендельсон, чиє захоплення талантом мадмуазель Лінд було безмежним, обернувся і подивився на мене так, як ніби з його голови впав важкий тягар. Його прихильність до генія мадемуазель Лінд як співачки була безмежна, так само як і його прагнення до її успіху». Мендельсон багато разів працював з Лінд і написав для неї початок опери «Лорелей», заснованої на легенді про дівчат Лорелей Рейн; опера не була закінчена за його життя. Він включив високу ноту фа-дієз у свою ораторію Елайджа («Слухай, Ізраїль») з думкою про Лінд.
Через чотири місяці після лондонського дебюту Лінд була вражена передчасною смертю Мендельсона в листопаді 1847 року. Спочатку вона не була впевнена, що може заспівати партію сопрано в Елайджі, яку він написав для неї. Врешті-решт вона виступила в лондонському Ексетер-холі в кінці 1848 року, це дало 1000 фунтів стерлінгів для фінансування музичної стипендії його імені і це була її перша поява в ораторії. Спочатку передбачалося заснувати музичну школу імені Мендельсона в Лейпцигу, але в Лейпцигу не було достатньої підтримки, і за допомогою сера Джорджа Смарта, Юліуса Бенедікта й інших, Лінд в кінцевому рахунку зібрала достатньо грошей, щоб фінансувати стипендію, «щоб прийняти учнів всіх націй і поліпшити їх музичну освіту». Першим одержувачем стипендії Мендельсона був 14-річний Артур Салліван, музичну кар'єру якого підтримувала Лінд.

## Американський тур

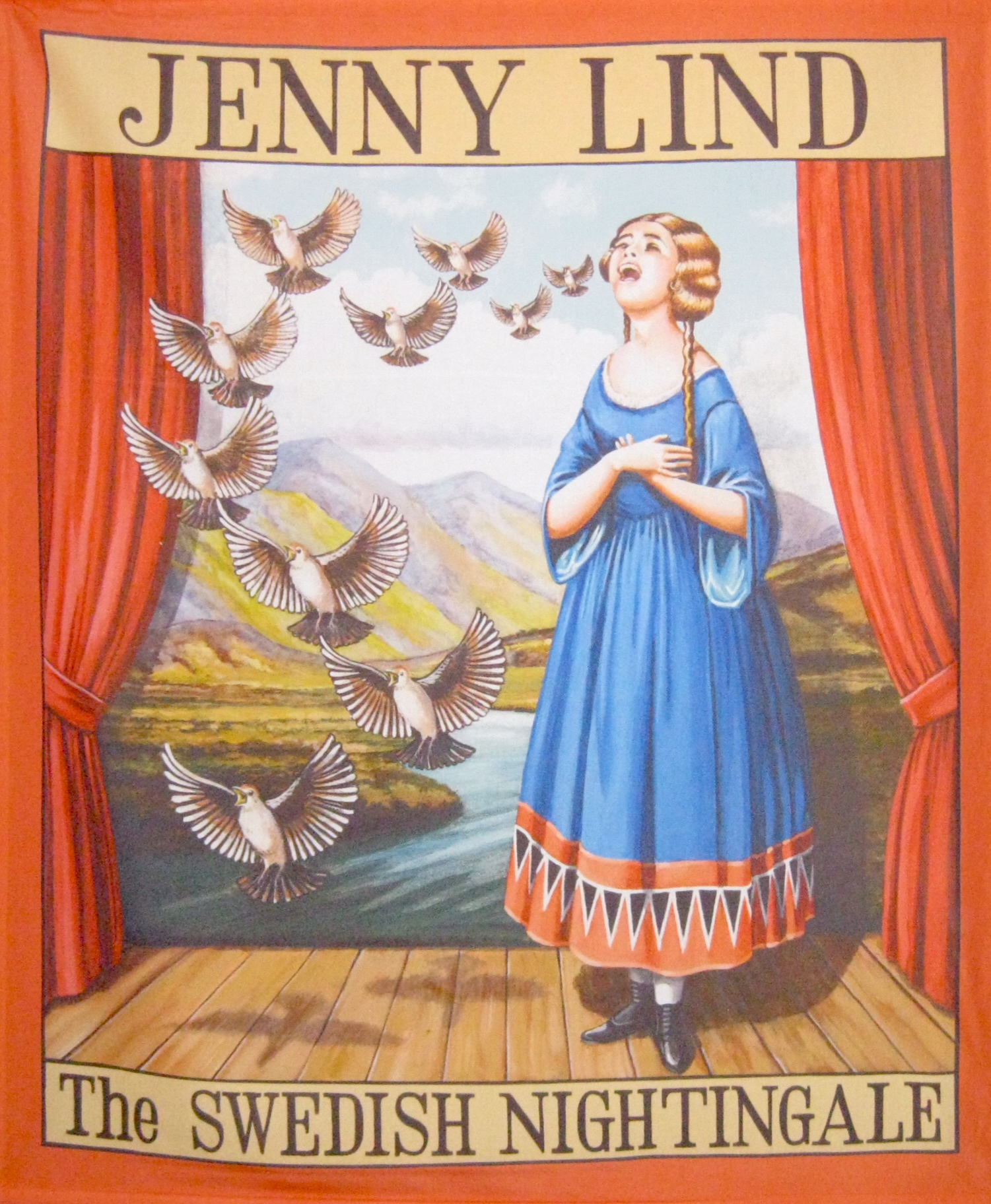
Афіша американського туру

У 1849 році до Лінд звернувся американський шоумен Ф. Т. Барнум з пропозицією організувати гастролі по Сполученим Штатам терміном більше року. Розуміючи, що це принесе великі суми для її улюблених благодійних організацій, особливо для безкоштовних шкіл в її рідній Швеції, Лінд погодилася. Її фінансові вимоги були суворими, але Барнум їх виконав, і 1850 року вони досягли угоди.
Разом з підтримуючим баритоном Джованні Беллетті і її лондонським колегою Джуліусом Бенедиктом, який під час туру був піаністом, аранжувальником і диригентом, Лінд вирушила до Америки у вересні 1850 року. Попередня реклама Барнума зробила її знаменитістю ще до того, як вона прибула в США, і вона отримала захоплений прийом після прибуття в Нью-Йорк. Квитки на деякі її концерти користувалися таким попитом, що Барнум продавав їх з аукціону. Ентузіазм публіки був настільки сильний, що американська преса ввела термін «Ліндоманія».
Після Нью-Йорка група Лінд з постійним успіхом продовжила тур по східному узбережжю Америки, а потім гастролювала на Кубі, у південних штатах США і Канаді. До початку 1851 року Лінд відчула себе ніяково через невтомну рекламу туру Барнумом, і вона скористалася договірним правом розірвати з ним контракт, проте розпрощалися вони по-дружньому. Вона продовжувала тур ще майже рік під власним керівництвом до травня 1852 року. Бенедикт покинув групу в 1851 році, щоб повернутися в Англію, і Лінд запросила Отто Гольдшмідта замінити його як піаніста і диригента. Лінд і Гольдшмідт одружилися 5 лютого 1852 року, ближче до кінця туру, у Бостоні.
Детальна інформація про більш пізніх концертах під її власним керівництвом мізерна, але відомо, що під керівництвом Барнума Лінд дала 93 концерти в Америці, на яких вона заробила близько 350 000 доларів, і він заробив не менше 500 000 доларів (9,97 мільйонів доларів і 14,2 мільйонів доларів відповідно станом на 2015 рік). Вона пожертвувала свій прибуток обраним благодійним організаціям, у тому числі і американським. Тур є сюжетною точкою в мюзиклі «Барнум» 1980 року і фільмі «Найвеличніший шоумен» 2017 року, обидва з яких включають в себе вигадані відносини між Лінд і Барнумом з «романтичним підтекстом».

## Пізніші роки
Лінд і Гольдшмідт разом повернулися в Європу в травні 1852 року. Спочатку вони жили в Дрездені, Німеччина, а з 1855 року і до кінця свого життя — в Англії. У них було троє дітей: Отто, який народився у вересні 1853 року в Німеччині, Дженні, яка народилася в березні 1857 року в Англії, і Ернест, який народився в січні 1861 року в Англії.
Після повернення в Європу Лінд продовжувала виступати в концертних залах, але від пропозицій виступити на оперній сцені категорично відмовлялася. 1856 року на запрошення Королівського філармонічного товариства під керівництвом Вільяма Стерндейла Беннета вона виконала головну партію сопрано в першому англійському виконанні кантати «Рай і Пері» Роберта Шумана. 1866 року вона дала концерт з Артуром Салливаном у залі Сент-Джеймс. «Таймс» повідомила: «У цьому голосі все ще є магія … найдосконаліший спів — ідеальний за експресією і вокалізацією … Нічого більш захоплюючого, нічого більш серйозного, нічого більш драматичного не можна собі уявити».
З 1879 по 1887 рік Лінд працювала з Фредеріком Ніксом над його біографією Фредеріка Шопена. У 1882 році вона була призначена професором співу у Королівському музичному коледжі.
Останні роки життя вона прожила в Віндс-Пойнті, Герефордшир, на Малверн-Хіллз, недалеко від Британського табору. Її останній публічний виступ відбувся на благодійному концерті 1883 року. Вона померла 2 листопада 1887 року 67-річному віці у Віндс-Пойнті і була похована на Великому Малвернському кладовищі під музику похоронного маршу Шопена. Вона заповідала значну частину своїх статків на благодійні цілі, щоб допомогти бідним протестантським студентам у Швеції здобути освіту.

## Портрети Єнні Лінд

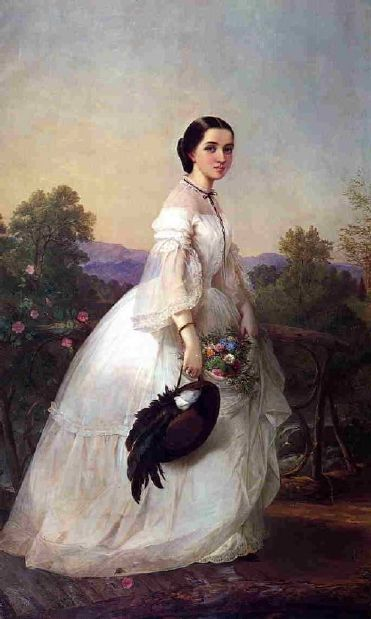
Портрет Єнні Лінд, художник Луїс Ланг
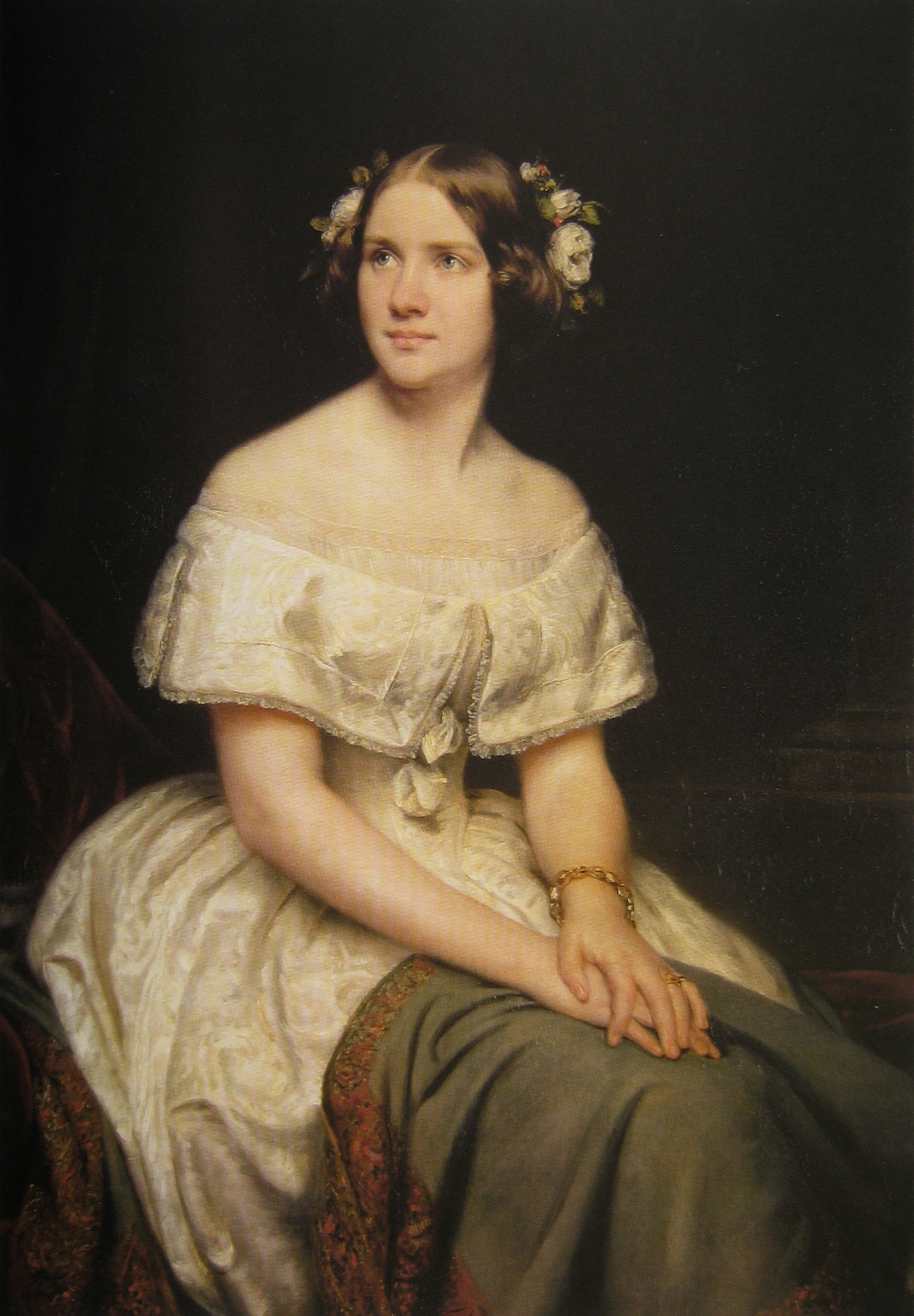
Портрет Єнні Лінд, 1862, художник Едуард Магнус
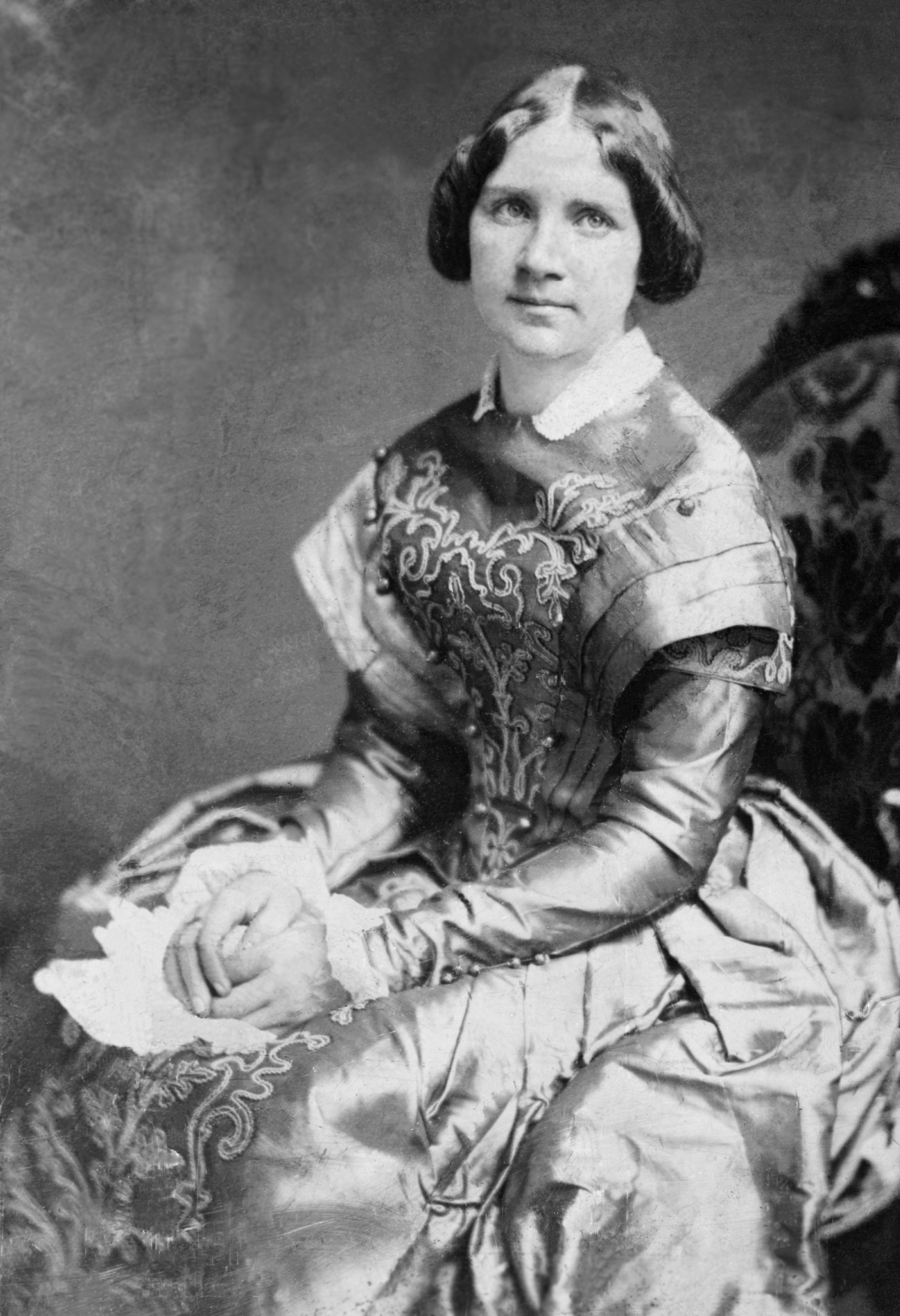
Дагеротип Єнні Лінд, 1850